# Cirolana (Anopsilana) browni
Cirolana (Anopsilana) browni is een pissebed uit de familie Cirolanidae. De wetenschappelijke naam van de soort is voor het eerst geldig gepubliceerd in 1936 door Van Name.